# ヴァムシー・パイディパッリ
ヴァムシー・パイディパッリ（Vamshi Paidipally、1979年7月27日 - ）は、インドのテルグ語映画で活動する映画監督、脚本家。代表作には国家映画賞、フィルムフェア賞 南インド映画部門を受賞した『Oopiri』『リシの旅路』がある。

## 生い立ち
1979年7月27日、テランガーナ州アーディラーバード県カーナプルに生まれる。両親はジャグティアル近郊のビーマラーム出身で、カーナプルで映画館を経営していた。パイディパッリはハイデラバード・パブリック・スクール、リトル・フラワー・ジュニア・カレッジで中等教育を受け、オスマニア大学に進学してコンピュータ・アプリケーションの学位を取得し、卒業後はハイデラバードでソフトウェア・エンジニアとして働いていた。

## キャリア
2002年に『Eeswar』で助監督を務め、映画界でのキャリアをスタートさせた。2005年に『Bhadra』の製作に参加した際、プロデューサーのディル・ラージュから映画製作の誘いを受け、2007年にプラバースが主演する『Munna』で監督デビューしたが、興行収入は平均的な結果に終わった。2010年にN・T・ラーマ・ラオ・ジュニアを起用した『ブリンダーヴァナム 恋の輪舞』では興行的な成功を収めている。2014年にはアッル・アルジュンとラーム・チャランを起用した『ザ・フェイス』を製作している。
2016年に『最強のふたり』をリメイクした『Oopiri』を製作して批評的・興行的な成功を収め、フィルムフェア賞 テルグ語映画部門監督賞を受賞した。2019年にはマヘーシュ・バーブが主演する『リシの旅路』を製作し、国家映画賞 健全な娯楽を提供する大衆映画賞を受賞している。2023年にヴィジャイが主演する『後継者』を製作した。

## フィルモグラフィー
| 年   | 作品                        | 監督 | 脚本 | 言語              | 備考 | 出典         |
| ---- | --------------------------- | ---- | ---- | ----------------- | --- | ------------ |
| 2007 | Munna                       | Yes  | Yes  | テルグ語          | 監督デビュー作 | [ 10 ]       |
| 2010 | ブリンダーヴァナム 恋の輪舞 | Yes  | Yes  | テルグ語          | |              |
| 2014 | ザ・フェイス                | Yes  | Yes  | テルグ語          | |              |
| 2016 | Oopiri                      | Yes  | Yes  | テルグ語 タミル語 | フィルムフェア賞 テルグ語映画部門監督賞受賞 南インド国際映画賞 テルグ語映画部門監督賞受賞 フィルムフェア賞 テルグ語映画部門作品賞ノミネート IIFAウトサヴァムテルグ語映画部門作品賞ノミネート IIFAウトサヴァムテルグ語映画部門監督賞ノミネート | [ 11 ]       |
| 2019 | リシの旅路                  | Yes  | Yes  | テルグ語          | 国家映画賞 健全な娯楽を提供する大衆映画賞受賞 南インド国際映画賞 テルグ語映画部門監督賞受賞 南インド国際映画賞 テルグ語映画部門作品賞ノミネート テランガーナ・ガッダル映画賞 第1位作品賞受賞                                                  | [ 1 ] [ 12 ] |
| 2023 | 後継者                      | Yes  | Yes  | タミル語          | | [ 13 ]       |